# Pixel-art
Pixel-art (în traducere din engleză, arta pixelilor) este o formă de artǎ digitalǎ creată cu ajutorul programelor de rasterizare grafică, unde imaginile sunt editate la nivelul pixelilor. Grafica din toate calculatoarele, consolele, telefoanele și jocurile video este in mare parte din pixeli.

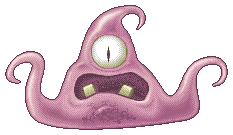
Un exemplu de artă a pixelilor.

## Istorie
Termenul pixel-art a fost prima dată publicat de Adele Goldberg și Robert Flegal de la Centrul de Cercetare Xerox Palo Alto în 1982. Conceptul, pe de altă parte, merge înapoi cu aproape 10 ani înainte de aceasta, de exemplu se găsește în sistemul en:SuperPaint a lui Richard Shoup în 1972, de asemenea la Xerox PARC.

## Definiție
Filtrele imaginii (cum ar fi bluratul sau amestecul alfa) sau uneltele cu anti-aliasing automat nu sunt considerate a fi unelte valide pentru arta pixelilor deoarece aceste unelte calculează valoarea pixelilor automat făcând imposibilă aranjarea manuală a pixelilor asociată cu arta pixelilor.

### Tehnici
Desenele încep de obicei cu ceea ce se numește arta liniei care este o linie ce definește caracterul, clădirea sau orice altceva artistul dorește să deseneze. Arta liniei este de obicei trasată peste desenele scanate și foarte des împărțită cu alți artiști.
Paleta limitată des implementată în arta pixelilor de obicei promovează oscilarea pentru a obține diferite nuanțe și culori dar datorită naturii acestei forme de artă această tehnică este făcută în totalitate manual.
Câteva părți din imaginea de mai sus "The Gunk" în detaliu, arătând câteva tehnici folosite:
|  | 1. Forma de bază a oscilării folosind culori într-un șablon de tablă de șah de 2x2. Schimbarea densității fiecărei culori va conduce la diferite tonuri. 2. Oscilarea stilizată cu pixeli împrăștiați aleatoriu pot produce texturi interesante. Se mai folosesc mici cercuri. 3. Anti-aliasing poate fi făcut, de mână pentru a netezi curbele și tranzițiile. Unii artiști fac asta doar în interior pentru ca lucrarea să poată fi în armonie cu orice fundal. |

### Salvare și comprimare
Arta pixelilor este de preferat stocată într-un format care utilizează lossless data compression GIF și PNG sunt formatele cele mai des folosite pentru stocarea artei pixelilor. Formatul JPEG este evitat deoarece algoritmul acestuia este creat pentru imagini cu tonuri continue și netede și introduce artefacte vizibile in procesul de oscilare.
|  |  |  |  |

### Categorii

Izometric

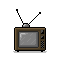
Neizometric.

Arta pixelilor este împărțită în două subcategorii: izometrice și neizometrice. Cele izometrice sunt desenate din perspectiva a trei puncte (ca și in desen grafic). Procesul este des folosit in jocurile video pentru a crea senzația de 3D fără a folosi programe de procesare 3D Tehnic, un unghi izometric ar fi de 30° pe orizontală, dar acesta este evitat deoarece pixelii creați de o linie desenată nu ar permite un șablon îngrijit. Pentru a repara această problemă sunt desenate liniile cu rația de 1:2 pixeli astfel acestea creează un unghi de aproximativ 26,57°.

Exemplu de artă a pixelilor aproape izometrică
Pixel Plaza City

Cele neizometrice sunt toate cele care nu se află in categoria de izometrice, cum ar fi văzute de sus, din față, de dedesubt sau alte perspective. Acestea se mai numesc si vizualizări planometrice.

## Programe
- Deluxe Paint, un editor grafic pentru Amiga des folosit de artiștii ai subculturii demoscene
- GrafX2, un program gratuit de editare bitmap
- Cosmigo Pro Motion, un program profesional de editare grafică folosit pentru crearea imaginilor si animațiilor cu precizie, are design similar cu Deluxe Paint.
- Microsoft Paint, programul de editare grafică oferit de Microsoft Windows.